# Saint-Rimay
Saint-Rimay är en kommun i departementet Loir-et-Cher i regionen Centre-Val de Loire i de centrala delarna av Frankrike. Kommunen ligger i kantonen Montoire-sur-le-Loir som tillhör arrondissementet Vendôme. År 2022 hade Saint-Rimay 294 invånare.

## Befolkningsutveckling
Antalet invånare i kommunen Saint-Rimay
| Referens: INSEE |